# HD 224635
HD 224635 è una stella nana gialla nella sequenza principale di magnitudine 6,6 situata nella costellazione di Andromeda.

## Osservazione
Si tratta di una stella situata nell'emisfero celeste boreale. La sua posizione moderatamente boreale fa sì che questa stella sia osservabile specialmente dall'emisfero nord, in cui si mostra alta nel cielo nella fascia temperata; dall'emisfero australe la sua osservazione risulta invece più penalizzata, specialmente al di fuori della sua fascia tropicale. Essendo di magnitudine pari a 6,6, non è osservabile ad occhio nudo; per poterla scorgere è sufficiente comunque anche un binocolo di piccole dimensioni, a patto di avere a disposizione un cielo buio.
Il periodo migliore per la sua osservazione nel cielo serale ricade nei mesi compresi fra fine agosto e dicembre; nell'emisfero nord è visibile anche fino alla metà dell'inverno, grazie alla declinazione boreale della stella, mentre nell'emisfero sud può essere osservata limitatamente durante i mesi della primavera australe.

## Caratteristiche fisiche
La stella è una nana gialla nella sequenza principale; possiede una magnitudine assoluta di e la sua velocità radiale negativa indica che la stella si sta avvicinando al sistema solare.